# РВДМ 47
РВДМ 47 (фр. Racing White Daring de Molenbeek) — професійний бельгійський футбольний клуб з столичного регіону. Виступає у Челендж Про Лізі. Домашні матчі проводить на стадіоні «Едмон Махтенс», який вміщує 12 266 глядачів.

## Історія
Футбольна команда РВДМ 47 бере свій початок з 1951 року коли була заснована команда «Стандаард» (Веттерен). У 2015 році «Стандаард» припинив існування та об’єднався з іншим клубом, звільнивши матрикул, який був проданий людям, котрі бажали відродити колишній РВДМ з матрикулом 47, що був розформований у 2002 році. Таким чином, новий клуб отримав назву РВДМ 47. Новий клуб за два роки здолав шлях від п'ятого до третього дивізіону. У грудні 2021 року клуб оголосив, що він перейшов у власність американського бізнесмена Джона Текстора, який також володіє частками англійського «Крістал Пелас», бразильського «Ботафого» та французького «Ліона».
Академія РВДМ 47 одна з найкращих в Бельгії, серед її вихованців, зокрема Аднан Янузай, Міші Батшуаї та багато інших.
У Кубку Бельгії 2015–16 дійшов до четвертого раунду. 
У сезоні 2021–22 клуб грав у плей-оф за право виступати в найвищому дивізіоні Бельгії.
14 травня 2023 року клуб здобув право виступати в Жупіле Про Лізі наступного сезону.

## Суперництво та фанати
Традиційним суперником РВДМ є «Юніон Сент-Жилуаз», це суперництво триває ще з початку XIX століття коли РВДМ був відомий як «Дарінг». Ще одним конкурентом є гранд бельгійського футболу «Андерлехт», який розташовується лише за 3-и кілометри, а матчі між ними свого часу називали «Дербі Брюсселя». Також серед суперників такі команди як «Ендрахт» (Алст), «Лір» та «Льєж».
РВДМ має підтримку всього столичного регіону та периферії через злиття чотирьох клубів, на відміну від більш локальної підтримки «Юніон Сент-Жилуаз» і загальнонаціональної підтримки «Андерлехту». Ще за часів свого попередника клуб мав чималу глядацьку підтримку, доки фінансові проблеми не призвели до його банкрутства та розформування у 2002 році та заміни на «Брюссель», що викликало розкол серед фанатів. Згодом ультрас «Брюсселя» та представники «старої школи» об'єднались.